# Véhicule rail-route

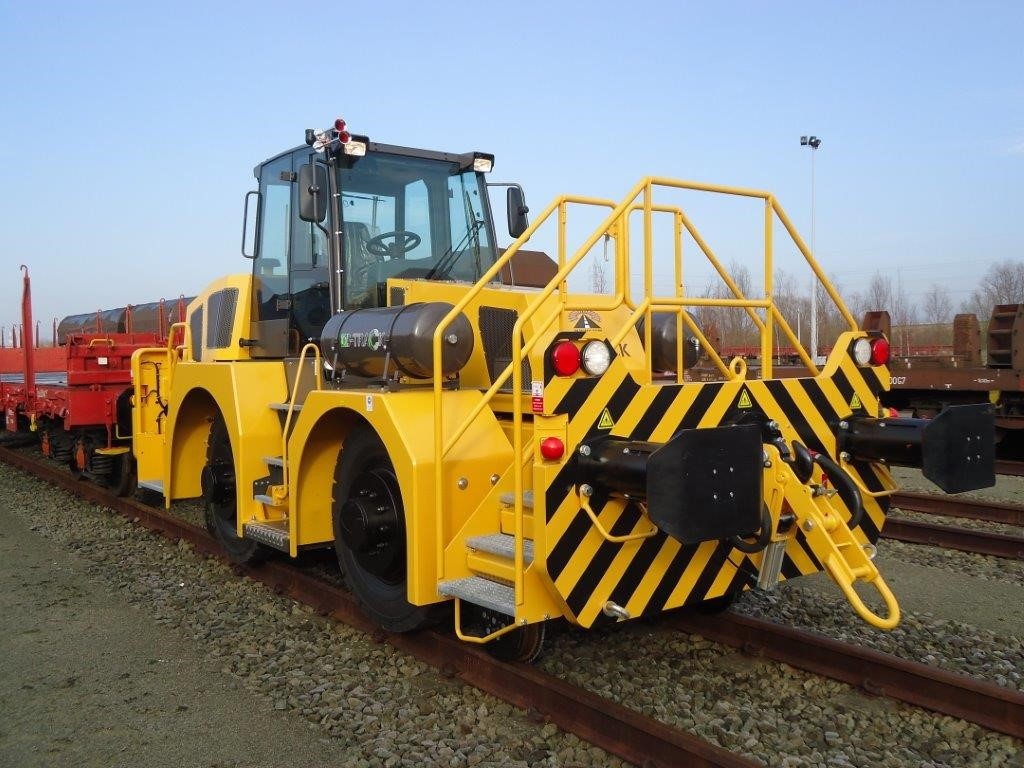

Un véhicule rail-route est un véhicule destiné à la circulation sur route et sur voies ferrées. C'est généralement un véhicule routier adapté à la traction sur rail. Les solutions techniques vont du plus simple (roues routières encadrées de galets de guidage pour la circulation sur rail) au plus complexe (implantation d'un essieu fixe avec roues ferroviaires complet sous le châssis).

## Typologie
On distingue plusieurs types de véhicule dont :
- les véhicules de transport de passagers ;
- les camions de tous types, dont les fourgons de pompiers ;
- les chariots élévateurs et les nacelles ;
- les engins spécialisés pour travaux de voie ;
- les pelleteuses ;
- les locotracteurs sur pneu.

## Galerie

Exemples de véhicules rail-route
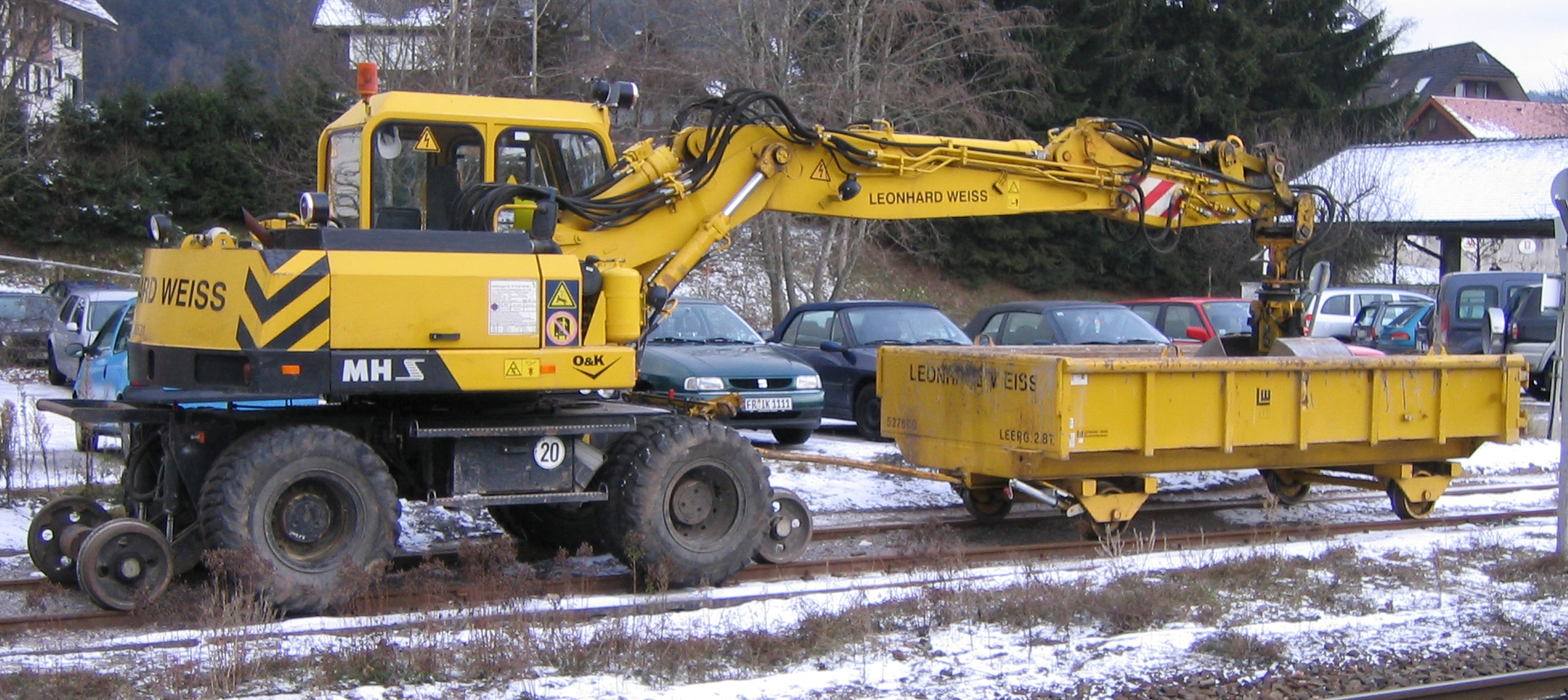
Pelle mécanique.
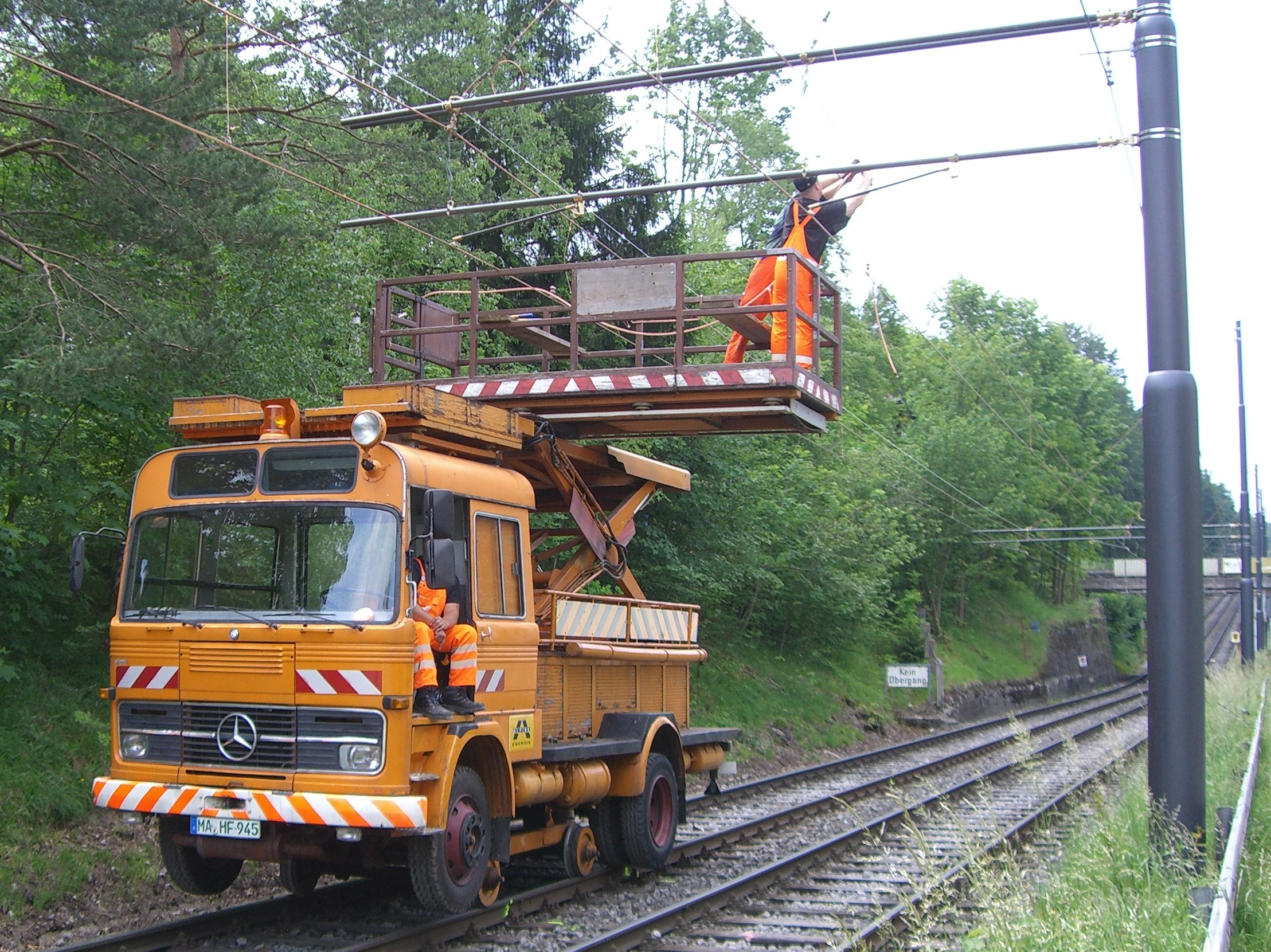
Véhicule d'entretien des caténaires.
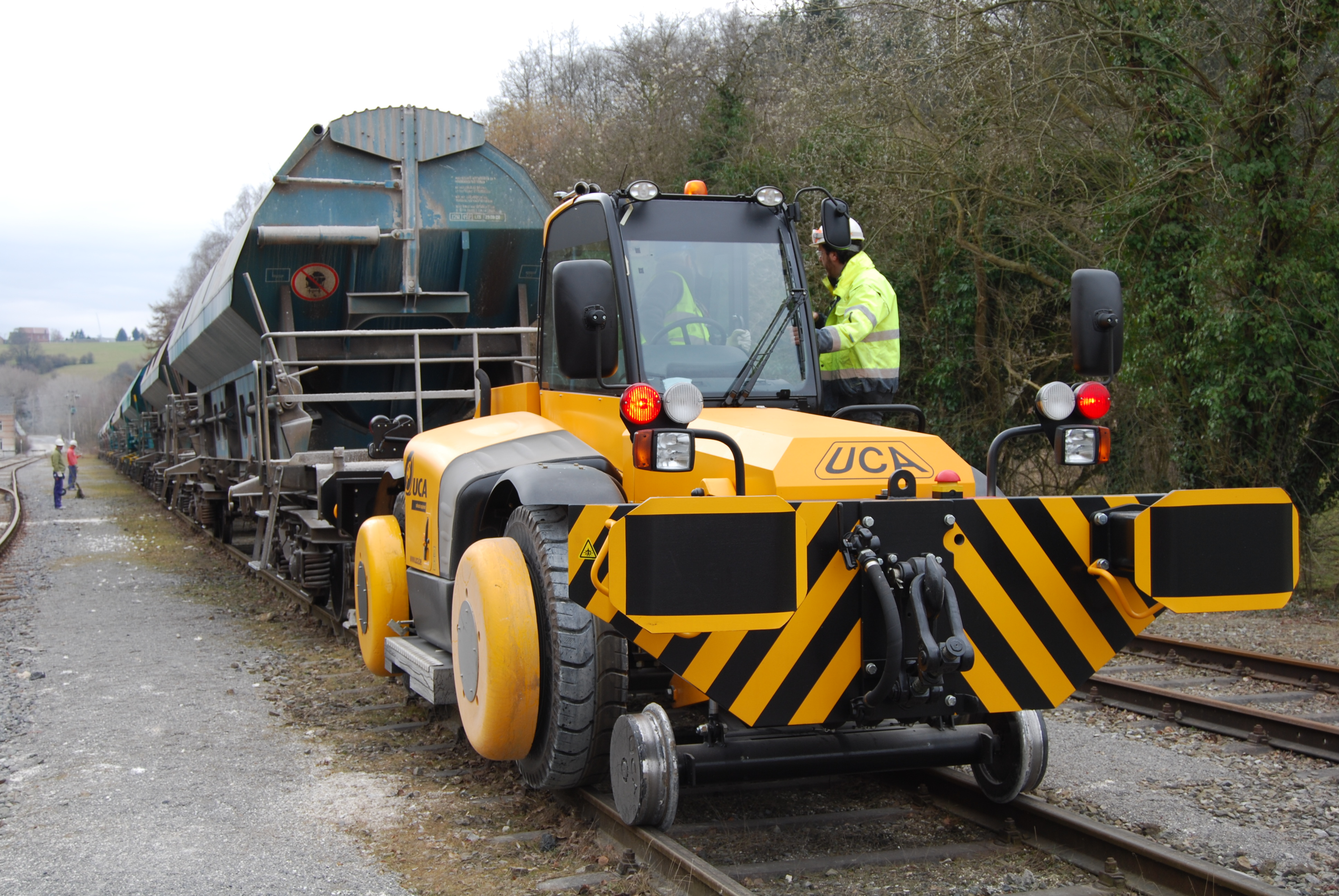
Locotracteur sur pneu UCA-TRAC B16.
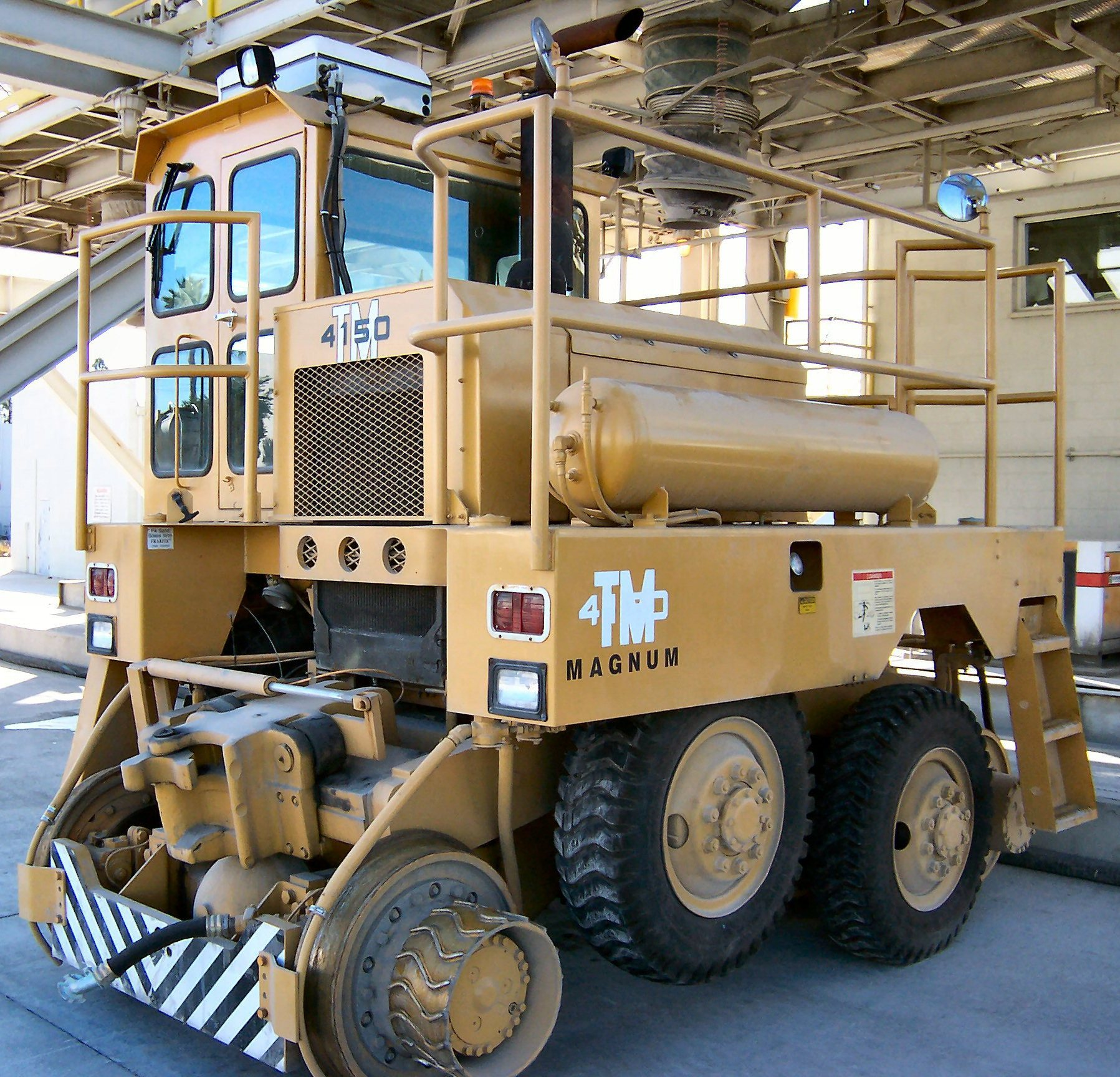
Trackmobile 4150 Magnum.
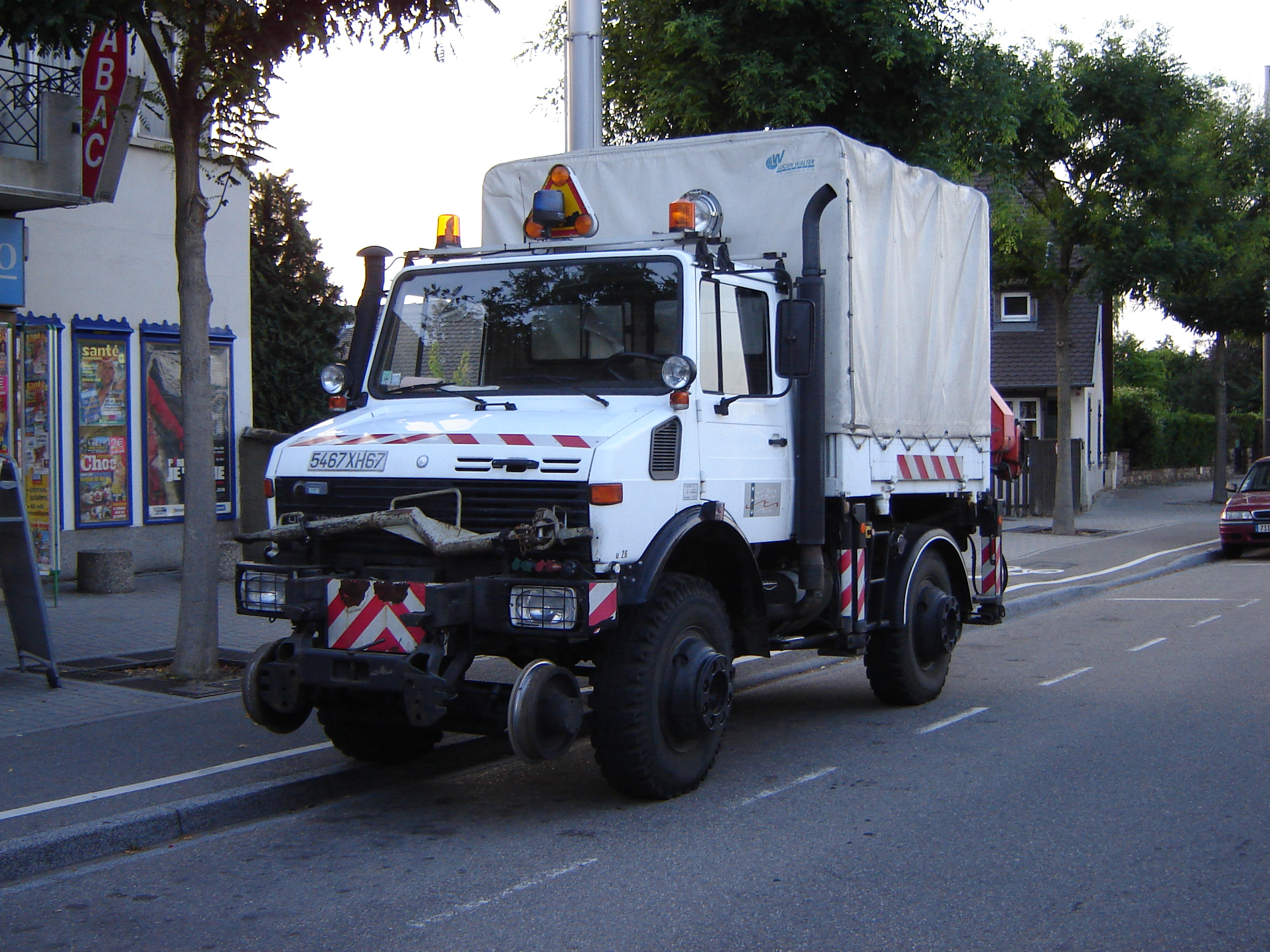
Unimog.
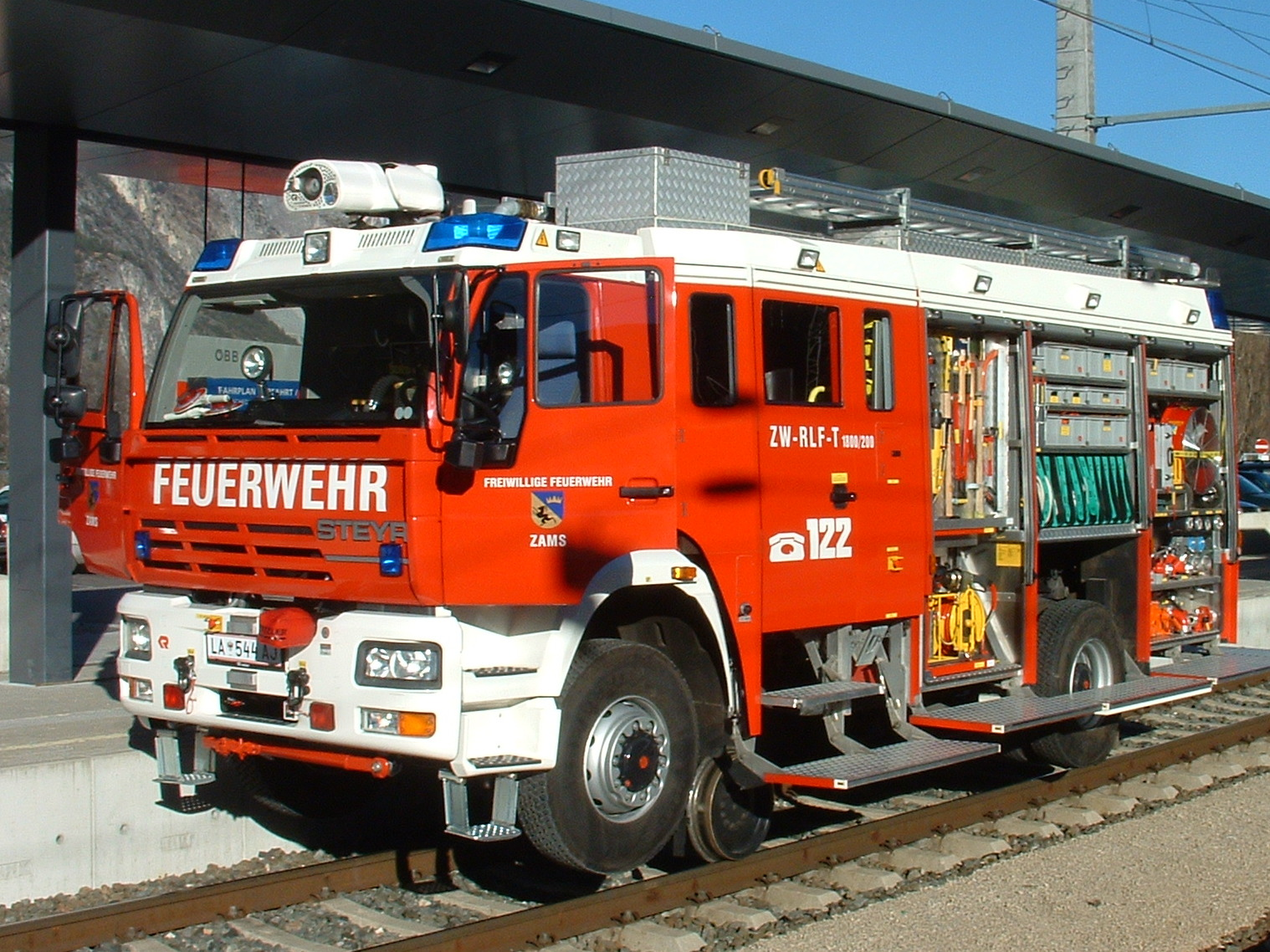
Fourgon d'incendie.
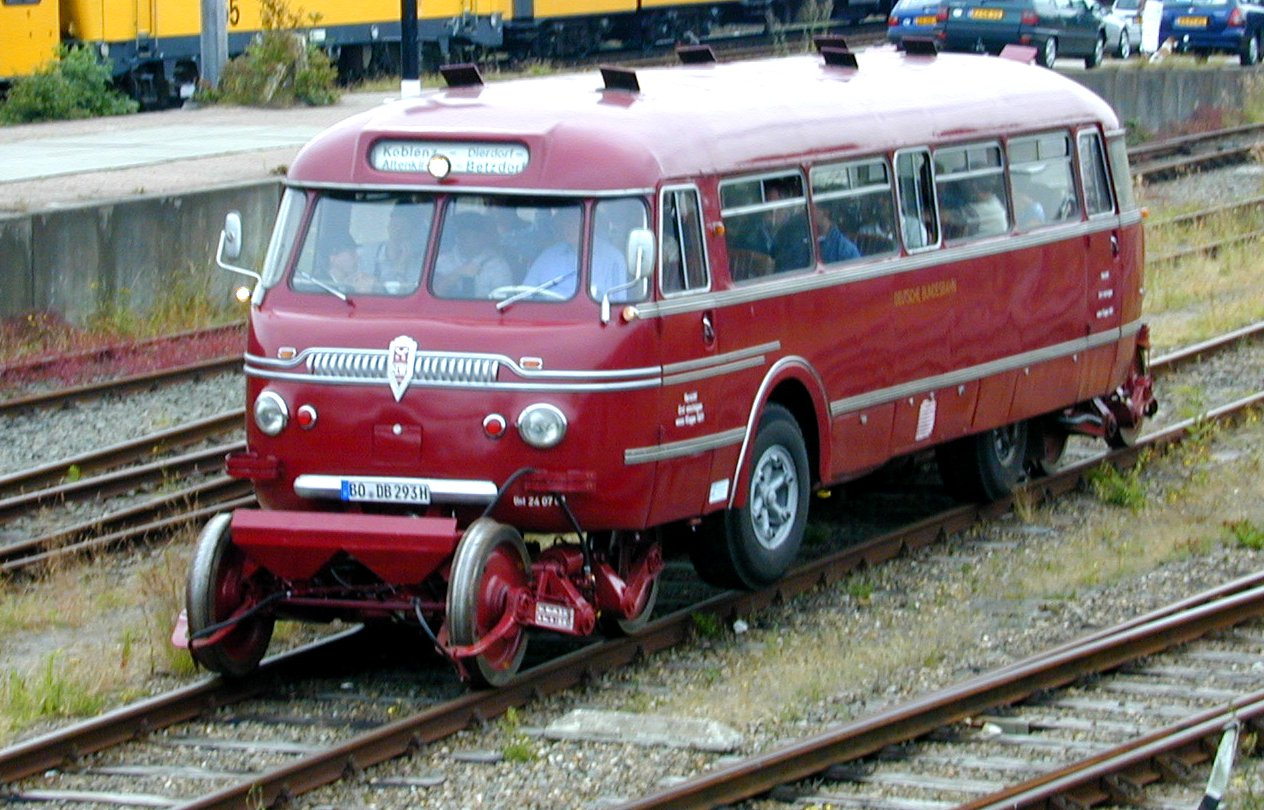
Schienen-Straßen-Omnibus (Allemagne).
- Changement de mode sur la ligne Asatō, exploitée par des bus bi-mode depuis 2021.